# Alain Iannetta
Alain Iannetta (* 19. Mai 1953 in Vitry-sur-Seine) ist ein ehemaliger französischer Autorennfahrer.

## Karriere
Alain Ianetta ist der Onkel des französischen Rennfahrers Romain Iannetta und war ab den Ende der 1980er-Jahre mehr als zehn Jahre als Touren- und Sportwagenfahrer aktiv. Seine größten Erfolge feierte er in der französischen Super Production Championship, die er 1999 als Dritter und 2000 als Fünfter der Meisterschaft beendete. Als Fahrzeug kam ein Honda Integra Type-R zum Einsatz.
Dreimal war er auch beim 24-Stunden-Rennen von Le Mans am Start. 1988 fiel er nach einem Defekt und 1989 nach einem Unfall aus. 1990 endete die Fahrt auf einem Werks-Courage durch Motorschaden nach 57 gefahrenen Runden ebenfalls vorzeitig. 

## Statistik

### Le-Mans-Ergebnisse
| Jahr | Team                  | Fahrzeug     | Teamkollege     | Teamkollege        | Platzierung | Ausfallgrund |
| ---- | --------------------- | ------------ | --------------- | ------------------ | ----------- | ------------ |
| 1988 | PC Automotive         | Argo JM19C   | John Graham     | Olando Iacobelli   | Ausfall     | Batterie     |
| 1989 | Equipe Alméras Frères | Porsche 962C | Jacques Alméras | Jean-Marie Alméras | Ausfall     | Unfall       |
| 1990 | Courage Compétition   | Cougar C24S  | Bernhard Thuner | Pascal Pessiot     | Ausfall     | Motorschaden |